# P. Djèlí Clark
P. Djèlí Clark, eller Phenderson Djèlí Clark, är författarpseudonym för Dexter Gabriel, född 11 juni 1971 i Queens New York. Clark har skrivit flera prisbelönta verk inom science fiction och fantasy. Förutom författare är han också fil. dr i historia och undervisar inom ämnet på University of Connecticut.

## Priser och nomineringar

### Romaner
| År   | Verk              | Pris                             | Resultat   | Ref.  |
| ---- | ----------------- | -------------------------------- | ---------- | ----- |
| 2022 | A Master of Djinn | Hugopriset                       | Ej avgjort | [ 1 ] |
| 2022 | A Master of Djinn | Locuspriset för bästa debutroman | Vann       | [ 2 ] |
| 2022 | A Master of Djinn | Mythopoeic Award                 | Nominerad  | [ 3 ] |
| 2022 | A Master of Djinn | Nebulapriset                     | Vann       | [ 4 ] |
| 2022 | A Master of Djinn | World Fantasy Award              | Ej avgjort | [ 5 ] |
| 2022 | A Master of Djinn | Compton Crook Award              | Vann       | [ 6 ] |

### Kortromaner
| År   | Verk                         | Pris                  | Resultat  | Ref.   |
| ---- | ---------------------------- | --------------------- | --------- | ------ |
| 2018 | The Black God's Drums        | Nebulapriset          | Nominerad | [ 7 ]  |
| 2019 | The Black God's Drums        | Hugopriset            | Nominerad | [ 8 ]  |
| 2019 | The Black God's Drums        | Locuspriset           | Nominerad | [ 9 ]  |
| 2019 | The Black God's Drums        | World Fantasy Award   | Nominerad | [ 10 ] |
| 2019 | The Haunting of Tram Car 015 | Nebulapriset          | Nominerad | [ 11 ] |
| 2020 | The Haunting of Tram Car 015 | Hugopriset            | Nominerad | [ 12 ] |
| 2020 | The Haunting of Tram Car 015 | Locuspriset           | Nominerad | [ 13 ] |
| 2020 | The Haunting of Tram Car 015 | Mythopoeic Award      | Nominerad | [ 14 ] |
| 2021 | Ring Shout                   | Nebulapriset          | Vann      | [ 15 ] |
| 2021 | Ring Shout                   | Shirley Jackson Award | Nominerad | [ 16 ] |
| 2021 | Ring Shout                   | British Fantasy Award | Vann      | [ 17 ] |
| 2021 | Ring Shout                   | Hugopriset            | Nominerad | [ 18 ] |
| 2021 | Ring Shout                   | Locuspriset           | Vann      | [ 19 ] |
| 2021 | Ring Shout                   | World Fantasy Award   | Nominerad | [ 20 ] |

### Noveller
| År   | Verk                                                           | Pris                | Resultat  | Ref.   |
| ---- | -------------------------------------------------------------- | ------------------- | --------- | ------ |
| 2019 | "The Secret Lives of the Nine Negro Teeth of George Washington | Hugopriset          | Nominerad | [ 8 ]  |
| 2019 | "The Secret Lives of the Nine Negro Teeth of George Washington | Locuspriset         | Vann      | [ 21 ] |
| 2019 | "The Secret Lives of the Nine Negro Teeth of George Washington | Nebulapriset        | Vann      | [ 22 ] |
| 2019 | "The Secret Lives of the Nine Negro Teeth of George Washington | Sturgeon Award      | Nominerad | [ 23 ] |
| 2022 | "If the Martians Have Magic"                                   | Locuspriset         | Nominerad | [ 2 ]  |
| 2022 | "If the Martians Have Magic"                                   | Sturgeon Award      | Nominerad | [ 24 ] |
| 2022 | "If the Martians Have Magic"                                   | World Fantasy Award | Nominerad | [ 5 ]  |
| 2024 | "How to Raise a Kraken in Your Bathtub"                        |                     |           |        |
| 2024 | "How to Raise a Kraken in Your Bathtub"                        | Hugopriset          | Nominerad | [ 25 ] |